# Alopecosa albofasciata
Alopecosa albofasciata är en spindelart som först beskrevs av Gaspard Auguste Brullé 1832.  Alopecosa albofasciata ingår i släktet Alopecosa och familjen vargspindlar. Utöver nominatformen finns också underarten A. a. rufa.

## Bildgalleri

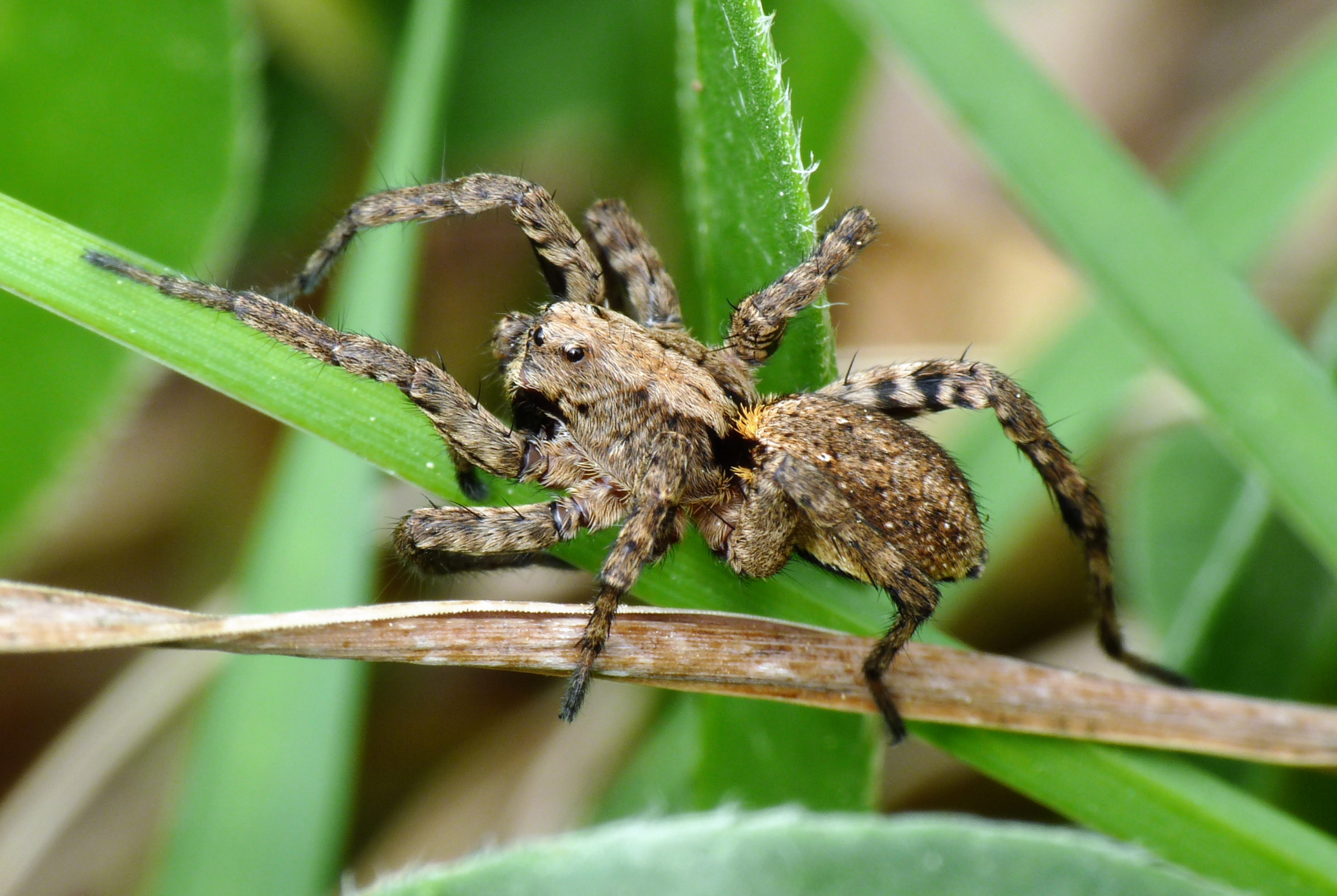